# 转续宿主
转续宿主（paratenic host）是指被某些寄生虫的幼虫侵入后寄生虫不能发育为成虫、但能存活并长期维持幼虫状态的非适宜宿主。只有当这些寄生虫其侵入适宜宿主体内时，才能发育为成虫。转续宿主在寄生虫生命周期中起到桥梁作用，弥补生态或食物链中的空隙。如犬锥虫（T. canis）在宿主间传递时，除非宿主是犬科动物，否则不会发生任何发育，这些能够使能犬锥虫存活并长期维持幼虫状态的宿主即为转续宿主。对于卫氏并殖吸虫（Paragonimus westermani），其适宜宿主为人、犬等，1975年发现因生食野猪肉导致卫氏并殖吸虫感染的病例后，研究确定野猪为卫氏并殖吸虫的转续宿主。